# 행동주의
행동주의(行動主義, 영어: behaviorism)는 관찰과 예측이 가능한 행동들을 통해 인간이나 동물의 심리를 객관적으로 연구할 수 있다고 보는 심리학 이론이다. 1913년 존 브로더스 왓슨이 자신의 심리학 논문에서 처음으로 정의했다.

## 심리학
미국의 심리학자 스키너는 행동주의를 바람직한 행동을 습득하기 위해서 보상(reinforcement)을 통해 행동을 형성해 가는 방법으로 정의하면서 밖으로 나타난 행동은 외적인 힘에 의해 결정되기 때문에 내적인 요인인 정서적 요인이나 정신상태는 불필요하다고 주장했다. 교육학에서 행동주의 모델은 고전적 조건화와 조작적 조건화 두가지로 구분된다. 남아공의 정신의학자 조셉 월프(joseph wolpe)는 교육학에서의 행동주의를 학습이론 기법 중 하나로 보았다. 그러므로 심리치료는 실험적 소거나 반조건화 기법이 포함된 호혜적 억제를 주요한 내용으로 해야한다고 보았다.
한편 심리학자 한스 아이젱크(Hans Eysenck)는 1952년 그의 논문에서 정신분석적인 기존의 심리학적 입장에 대해 과학적이고 전문가적인 입장 즉 과학자-전문가 모형에 부합하는 행동주의 모델이 중요하게 고려되어야 한다고 언급한바있다.

## 현대의 행동주의 심리학
현대에 이르러서 전통적인 행동주의 이론들은 그 자체로서뿐만아니라 더 나아가 관련 학문인 사회학습이론 및 동물행동학, 생태학적 이론 등 과 같은 다양한 이론과의 결합으로 그 이론의 확장과 변형이 시도되고 있다. 한편 이러한 행동수정이론들은 인간이 자신을 위한 더 나은 삶과 타인을 위한 삶을 한 방향으로 놓기 위해 미래지향적인 의지와 주변환경의 개선을 통해 도달할 수 있다는 점을 보여준다는 점에서 중요한 의미를 갖는다. 이처럼 행동수정절차로서 정교한 행동단위의 세분화를 통한 분해와 수정 및 이러한 재조립은 목표행동의 설정 및 긍정적이고 협동적인 바람직한 행동수정을 설계할 수 있도록 도움을 줄 수 있다.

## 주요 이론들
- 이반 파블로프의 고전적 조건화(Classical Conditioning)
- 벌루스 스키너의 조작적 조건화(Operant Conditioning)
- 반두라의 관찰학습(Observational Learning)

한편 앨버트 반두라(Albert Bandura)의 사회학습이론(social learning)은 고전적 조건화와 조작적 조건화라는 행동주의의 입장뿐만아니라 이들과 함께 인지주의의 학습이론을 함께 다루는 것이 효과적일 것이라는 입장을 보여준바있다. 이러한 맥락은 생리적 신경학적 메커니즘의 과학적 현상을 다루는 생리심리학이나 신경심리학이 행동주의 심리학에 깊이 연관되어있는 것처럼 인지주의 심리학에 있어서도 그 주요한 역할영역의 효율적인 가능성을 보여준다고 할 수 있다.

## 경제학에서의 행동주의
미국의 경제학자 허버트 사이먼은 경제학에서 행동주의를 제안했다. 그는 접근법, 의사결정과정, 합리적 프로세스(rational process), 조직 이론(organization theory)을 연구하였으며 이는 정치학과 관료제도에 영향을 주었다.

## 같이 보기
- 빌헬름 분트
- 구성주의
- 기능주의 심리학

## 참고 문헌
- Brian, Sheldon (1995). 《Cognitive-behavioral therapy:Research, practice and philosophy》. 2018년 10월 30일에 원본 문서에서 보존된 문서.